# سیتیآوان
سیتیآوان منطقه‌ای در ناحیه مانجونگ در پراک، مالزی است.
این منطقه ۳۳۱٫۵ کیلومتر مربع وسعت دارد و (بر طبق آمار سال ۲۰۰۰) ۹۵۹۲۰ نفر جمعیت. شهر سیتیآوان، شهر رسمی این منطقه است.
چین پنگ، رهبر مشهور حزب کمونیست مالایا در «دوران اضطراری»، در این منطقه و در شهر سیتیآوان متولد شده‌است.